# Dick's Sporting Goods
Dick's Sporting Goods, Inc. är en amerikansk detaljhandelskedja som säljer sportutrustning till konsumenter via 733 butiker i 47 amerikanska delstater (ej Alaska, Hawaii och Montana). De äger också två andra butikskedjor som är exklusivt för golf respektive jakt/fiske med namnen Golf Galaxy och Field & Stream, de har butiker i 32 respektive 16 delstater.
Företaget grundades 1948 i Binghamton i New York av Richard "Dick" Stack. 1984 fick Stack hälsoproblem och sonen Edward W. Stack tog över företaget. 2002 blev man ett publikt aktiebolag och aktien började handlas på New York Stock Exchange (NYSE). 2015 kom det rapporter om att Dick's var intresserade av att åter bli ett privat aktiebolag.
För 2019 hade de en omsättning på 8,75 miljarder amerikanska dollar och en personalstyrka på 41 600 anställda. Huvudkontoret ligger i Coraopolis i Pennsylvania.